# آس صحراوي
الآس الصحراوي (باللاتينية: Myrtus nivellei) (بالأمازيغية : ⵜⵉⴼⵉⵍⵜⵙⵜ) نوع نباتي من جنس الآس من الفصيلة الآسية.

## الموئل والانتشار
يوجد فقط في منطقة طاسيلي ناجر في جنوب شرق الجزائر وجبال تيبستي في جنوب ليبيا وتشاد. وعلى الرغم من أن الآس الصحراوي من ضمن النباتات المهددة بالانقراض إلا أن البعض من علماء النبات لم يعتبر هذا النوع متميزاً بما فيه الكفاية ليتم التعامل معه كنوع مستقل من النباتات.